# Hur man gör ett amerikanskt lapptäcke
Hur man gör ett amerikanskt lapptäcke (originaltitel: How to Make an American Quilt) är en amerikansk film från 1995.

## Om filmen
Hur man gör ett amerikanskt lapptäcke regisserades av Jocelyn Moorehouse. Filmen bygger på romanen Lapptäcket eller konsten att sy ihop ett liv av Otto Whitney (ISBN 91-7109-021-5).
Den hade svensk premiär den 7 juni 1996.

## Rollista (urval)
- Winona Ryder – Finn Dodd
- Anne Bancroft – Glady Joe Cleary
- Ellen Burstyn – Hy Dodd
- Kate Nelligan – Constance Saunders
- Alfre Woodard – Marianna
- Kaelynn Craddick/Sara Craddick – Finn Dodd (som ung)
- Kate Capshaw – Sally, Finns mor
- Adam Baldwin – Finns far
- Dermot Mulroney – Sam
- Maya Angelou – Anna
- Lois Smith – Sophia Darling Richards
- Jean Simmons – Em Reed
- Denis Arndt – James
- Rip Torn – Arthur Cleary
- Mykelti Williamson – Winston
- Claire Danes – Glady Jo Cleary (som ung)